# Hendrik de La Tour d'Auvergne

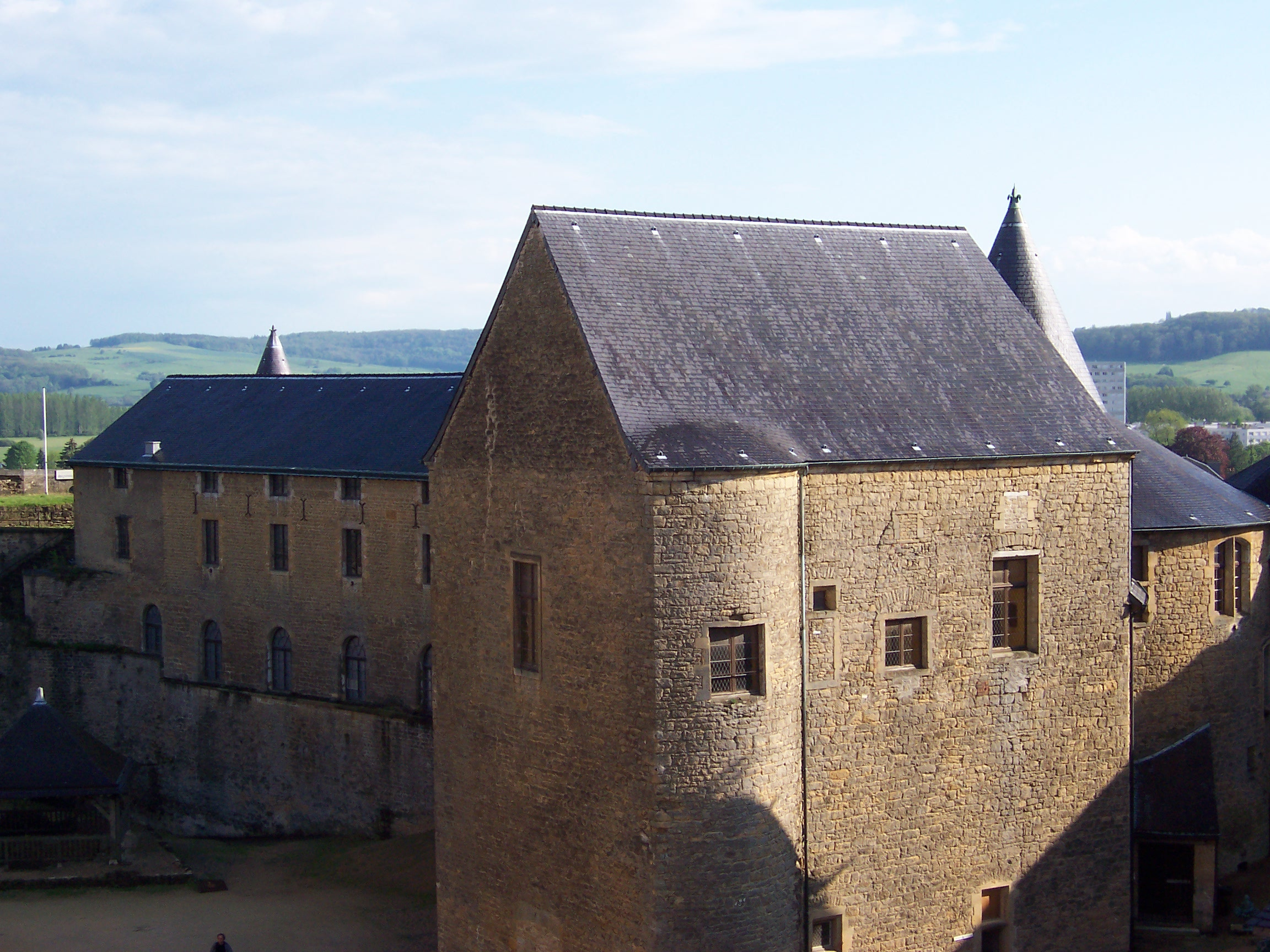
Het kasteel van Sedan

Hendrik van Bouillon (Joze, 28 september 1555 – Sedan, 25 maart 1623), in Frankrijk beter bekend als Henri de La Tour d'Auvergne, was een Frans en Zuid-Nederlands edelman, diplomaat en protestants aanvoerder.

## Leven
Hij had verschillende titels: soeverein vorst van Sedan, vorst van Raucourt, graaf van Montfort en Beaufort, vicomte van Turenne, baron van Olliergues. Hij was de zoon van Frans III de La Tour d'Auvergne, burggraaf van Turenne, die in 1557 sneuvelde in de Slag bij Saint Quentin, en Eleonore van Montmorency.
Hendrik van Bouillon werd rond 1574 protestant. Hij vocht met Hendrik IV van Frankrijk tegen de Katholieke liga.
In 1591 verwierf hij het hertogdom Bouillon door zijn huwelijk met Charlotte van de Marck. Uit dat huwelijk had hij geen kinderen.
In 1593 ondernam Hendrik samen met Maurits van Nassau een veldtocht naar Luxemburg. Het staatse leger trok zich echter terug toen de belegering van Sankt Vith mislukte en de Franse koning geen steun verleende aan de campagne. Hendrik moest enkele Luxemburgse steden die hij had veroverd weer opgeven aan de Spanjaarden toen bevelhebber Peter Ernst I van Mansfeld eraankwam met versterkingen.
In 1595 huwde hij in Den Haag met Elisabeth van Nassau, dochter van Willem van Oranje en Charlotte van Bourbon. Uit dit huwelijk zijn acht kinderen geboren, waarvan zes dochters en twee zonen. Hun oudste zoon Frederik Maurits volgde hem op als hertog. Een jongere zoon, Hendrik was de bekende maarschalk Turenne.
Hendrik was betrokken bij het complot van Biron, zodat hij na diens arrestatie in 1602 enige tijd als politieke vluchteling in Genève moest verblijven. Na onderhandelingen met koning Hendrik IV van Frankrijk wist hij in 1606 erkenning te bekomen van zijn soevereiniteit in het vorstendom Sedan. Hij kreeg van Hendrik IV ook de eretitel van maarschalk van Frankrijk. Hij trok zich terug in Bouillon en Sedan, waar hij de protestantse Academie had gesticht.

## Huwelijk
In 1595 trouwde Hendrik met Elisabeth in Den Haag. Uit het huwelijk werden acht kinderen geboren:
| Naam                | Periode   | Opmerking                                                |
| ------------------- | --------- | -------------------------------------------------------- |
| Louise              | 1596-1607 |                                                          |
| Maria               | 1600-1665 | Gehuwd met Henri de la Trémoille, hertog van Thouars     |
| Julienne-Catherine  | 1604-1638 | Gehuwd met François de la Rochefoucauld, graaf van Roucy |
| Frederik Maurits    | 1605-1652 | Gehuwd met Éléonore de Bergh                             |
| Elisabeth-Charlotte | 1606-1685 | Gehuwd met Guy Aldonce, markies van Duras                |
| Henriette-Catherine | 1609-?    | Gehuwd met Amaury IV, markies van La Moussaye            |
| Henri Turenne       | 1611-1675 | Gehuwd met Charlotte de Caumont La Force                 |
| Charlotte           | 1613-?    |                                                          |

## Voetnoten
1. ↑  Simon Hodson, "Politics of the Frontier: Henri IV, the Marechal-Duc De Bouillon and the Sovereignty of Sedan" in: French History, 2005, p. 413-439. DOI:10.1093/fh/cri052

- Bibliothèque nationale de France: cb13497122d (data)
- Catàleg d'autoritats de noms i títols de Catalunya: 981058518557306706
- Gemeinsame Normdatei: 100051510
- International Standard Name Identifier: 0000 0000 8342 3551
- Library of Congress Control Number: nr93026240
- Nationale Bibliotheek van Tsjechië: mzk2009510142
- Nationale Bibliotheek van Israël: 987007429868005171
- Nederlandse Thesaurus van Auteursnamen: 070594767
- SNAC: w6gb2psz
- Système universitaire de documentation: 171529774
- Virtual International Authority File: 24757127
- WorldCat: E39PBJghk76vk4kX7P8Q36Dcyd